# Rebutia fabrisii
Rebutia fabrisii Rausch, 1977, es una especie fanerógama perteneciente a la familia de las Cactaceae. 

## Distribución
Es endémica de Jujuy en Argentina. Es una especie común que se ha extendido por todo el mundo.

## Descripción
Es una planta perenne carnosa, globosa de color verde armada de espinos  y  con las flores de color rojo y amarillo.